# Ro Khanna
Ro Khanna właściwie Rohit Khanna (ur. 13 września 1976 w Filadelfii) – amerykański polityk, członek Partii Demokratycznej.

## Działalność polityczna
Od 3 stycznia 2017 jest przedstawicielem 17. okręgu wyborczego w stanie Kalifornia w Izbie Reprezentantów Stanów Zjednoczonych.